# Amphianthus mirabilis
Amphianthus mirabilis is een zeeanemonensoort uit de familie Hormathiidae. De anemoon komt uit het geslacht Amphianthus. Amphianthus mirabilis werd in 1879 voor het eerst wetenschappelijk beschreven door Verrill. 